# Demetrius Lodi
Demetrius Lodi fou un compositor italià, nascut a Verona per la segona meitat del segle xvi.
Era monge camaldulenc i va escriure diverses obres musicals segons l'estil de Gabrieli, entre elles les Canzoni o sonate concertante per chiesa, citades per Walther. El 1623 s'imprimiren a Venècia unes sonates, degudes també al pare Lodi.